# Kosančić
Kosančić (ćir.: Косанчић) je naselje u općini Vrbas u Južnobačkom okrugu u Vojvodini. Kosančić je nastao izdvajanjem iz naselja Savino Selo.

## Stanovništvo
U naselju Kosančić živi 163 stanovnika, od toga 137 punoljetna stanovnika, a prosječna starost stanovništva iznosi 3,7 godina (40,0 kod muškaraca i 47,1 kod žena). U naselju ima 71 domaćinstavo, a prosječan broj članova po domaćinstvu je 2,30.
Prema popisu stanovništva iz 1991. godine u naselju je živjelo 176 stanovnika.
| Etnički sastav 2002. |            |        |
| Narod                | Stanovnika | %      |
| Srbi                 | 93         | 57,05% |
| Mađari               | 15         | 9,20%  |
| Hrvati               | 8          | 4,90%  |
| Crnogorci            | 7          | 4,29%  |
| Ukrajinci            | 7          | 4,29%  |
| Slovaci              | 3          | 1,84%  |
| Slovenci             | 2          | 1,22%  |
| Rusini               | 1          | 0,61%  |
| Muslimani            | 1          | 0,61%  |
| nepoznato            | 2          | 1,22%  |

| broj stanovnika | 236   | 216   | 239   | 188   | 174   | 175   | 163   |
|                 | 1948. | 1953. | 1961. | 1971. | 1981. | 1991. | 2001. |

## Vanjske poveznice
- Karte, udaljenonosti, vremenska prognoza[neaktivna poveznica]
- Satelitska snimka naselja